# Thomas Prugger
Thomas Prugger (San Candido, 23 ottobre 1971) è uno snowboarder italiano.

## Biografia
Prugger iniziò a praticare lo snowboard nel 1985, debuttando nella Coppa del Mondo di snowboard il 24 novembre 1994 a Zell am See, dove ottenne il settimo posto nello slalom parallelo e i suoi primi punti in Coppa del Mondo. Il 14 gennaio 1995 raggiunse per la prima volta il podio in una gara di Coppa del Mondo a Les Deux Alpes con il terzo posto nello slalom parallelo. Alla fine della stagione 1994-1995 si è classificato 11° nella classifica di Coppa del Mondo di parallelo. Nella classifica di slalom si è classificato 41° e in quella di slalom gigante 42°. Ai Campionati mondiali di snowboard del 1996 a Lienz, Prugger si classificò all'ottavo posto sia nello slalom gigante che nello slalom parallelo. Nella stagione 1996-1997 ha gareggiato anche nello snowboard cross, ottenendo inizialmente solo piazzamenti minori. Ai Campionati mondiali di snowboard del 1997, svoltisi a San Candido, sua città natale, è diventato campione del mondo nello slalom gigante, superando gli statunitensi Mike Jacoby e Ian Price. In seguito, Prugger si piazzò regolarmente tra i primi dieci nello slalom gigante della Coppa del Mondo e alla fine della stagione si classificò all'ottavo nella classifica generale di slalom gigante. Nella stagione 1997-1998, Prugger guadagnò punti in Coppa del Mondo per la prima volta anche nello snowboard cross. Ha ottenuto punti regolarmente anche nelle altre discipline, tanto da concludere all'11º posto nella classifica generale di Coppa del Mondo.
Ai XVIII Giochi olimpici invernali di Nagano 1998 nella disciplina slalom gigante riuscì ad ottenere una medaglia d'argento con il tempo di 2:03.98. Meglio di lui, per solo 2 centesimi di secondo, fu soltanto il canadese Ross Rebagliati, il quale venne poi trovato positivo alla cannabis in un test antidoping: il Comitato Olimpico gli tolse la medaglia d'oro, assegnandola temporaneamente a Thomas Prugger. Il provvedimento venne in seguito annullato dalla corte d'appello e la medaglia restituita, poiché all'epoca la cannabis non era una sostanza ufficialmente vietata dal CIO, ma solamente sottoposta a restrizione. Nell'aprile 1998, due mesi dopo l'incidente del test antidoping a Nagano, il CIO vietò ufficialmente l'uso della cannabis.
Si ritirò dalle competizioni sportive nel 2000

## Palmarès

### Olimpiadi
- 1 medaglia:
  - 1 argento (in slalom gigante a Nagano 1998).

### Mondiali
- 1 medaglia:
  - 1 ori (in slalom gigante a San Candido 1997).

### Coppa del Mondo
- Miglior piazzamento in classifica generale: 11º nel 1998.
- 4 podi:
  - 1 secondo posto
  - 3 terzi posti